# Novos Céus
Novos Céus é o álbum de estreia da banda de rock cristão Alttar, lançado de forma independente em dezembro de 2011.
O álbum também teve uma versão demo, que chegou a ser divulgada em algumas rádios evangélicas do Maranhão logo em 2010, antes do lançamento do cd oficial.

## Faixas
1. Novos Céus - 04:49 (Josué Sousa)
2. Cálice - 05:23 (Oziel Filho e Igor Redson)
3. Imortal - 06:34 (Igor Redson)
4. Mudança de Vida - 03:24 (Robson)
5. A Procura - 05:06 (Álvaro Segundo)
6. Mares e Desertos (bonus download digital) - 04:52
7. Povo Santo (bonus download digital) - 04:31 (Fausto Reis)

## Créditos
- Produção e Mixagem: Elienai Soares
- Gravação: Estúdio Groove Records
- Direção Executiva: Wilton Carlos e Igor Redson
- Arranjos: Banda Alttar
- Masterização: Lampadinha (Mix Master Music)
- Direção de Arte: Igor Redson
- Design e Fotos: Dante Maia
- Vocal: Josué Sousa
- Guitarras: Jota Alves e Oziel Filho
- Teclados: Elienai Soares
- Baixo: Igor Redson
- Bateria: Wilton Carlos